# Сливенска кула
Сливенската кула (на гръцки: Πύργος Κορομηλιάς) е средновековно укрепление в Южна Македония, Костурско, Гърция.

## Местоположение
Останките от кулата са на изхода на пролома Спилието (Берик) на Рулската река, на 3 километра северно от село Сливени (Коромилия). Целият пролом е покрит с пещери, поради което и носи името Спилието. Пещерата, която кулата затваря, е на десния бряг, в Дъмбенската планина, на сто метра над коритото на реката и под пътя Костур – Преспа.

## История
Кулата е била предназначена, за да защитава пещерен скит, метох на манастира „Свети Архангели“, разположен в или близо до крепостта Градища – сравнително голямо, около 20 декара, средновековно укрепено селище. След разрушаването на манастира в 1716 година метохът принадлежи на наследника на манастира – „Свети Николай“.

## Описание
Отворът на пещерата е висок около 15 m и широк 20 m. Защитен е от голяма стена с Г-образен план, висока 10 m и дълга около 15 m. В първоначалния си вид тя трябва да е покривала цялата ширина на отвора на пещерата, но по-късно голяма част от нея е съборена. Има два прозореца, единият от които е надзидан. Виждат се и дупките за дървените греди, които са поддържали подовете.
Според разкази на местни жители в миналото в пещерата имало църква с олтар, изграден иконостас и стенописи.